# Megyer (Budapest)
Megyer Budapest városrésze a IV. kerületben. A városrész az 1950-ben Budapesthez csatolt Újpest városának azt a kertvárosi jellegű részét foglalja magába, mely az egykori történelmi településmagtól északra, a mai kerület középső részén alakult ki a 20. század első felében.

## Fekvése
Megyer városrész határát délen Újpest városrész felé a Rév utca – Váci út – Fóti út vonala, északon Káposztásmegyer felé a Szilas-patak képezi, kelet felől az Izzó-lakótelep, nyugat felé pedig a Duna.

## Története
A (külső) Váci úton, a Megyeri Csárdával szemben 1910-ben épült a Károlyi téglagyár, aminek helyén 1952 óta üzemel az Oxigéngyár. Tőle északra a romos Petőfi Sándor laktanya a Honvéd Folyami Flottilla bázisaként funkcionált. A Váci út és a Fóti út sarkán az Újpesti Cérnagyár pedig 1924-1926 között épült. A Duna-parton a Békásmegyerre 2011-ig átjáró komphajó kikötője mellett 1938-2004 között működött nyaranta a helyiek körében népszerű Tungsram strand.

## Népesség
2001-ben a városrész népessége 4733, lakásainak száma 1839 volt.